# Ziya Şengül
Ziya Şengül (né le 1er juillet 1944 à Istanbul en Turquie et mort le 26 février 2023) est un joueur de football turc.

## Biographie
Ziya Şengül commence sa carrière de joueur à Ankara PTT (1958). Ensuite, il est transféré à Fenerbahçe (1964).
Après son transfert, il connaît une excellente carrière dans le club stambouliote, où il joue cinq saisons (1963-64, 1964-65, 1967-68, 1969-70 et   1973-1974).
Ziya Şengül a gagné 2 Coupes de Turquie en 1967-68 et 1973-1974. Il a aussi été capitaine de Fenerbahçe et de l'équipe nationale, dont il a porté le maillot à 21 reprises (17 fois comme capitaine).
Il a disputé le dernier match de sa carrière en 1975 à l'occasion d'une confrontation Fenerbahçe-Trabzonspor.
Lors de la saison 1979-80, il devient entraîneur de l'équipe de Fenerbahçe et remporte la Coupe de TSYD et la Coupe des présidents.
Il fut commentateur pour les matches de football pour une chaîne de télévision turque.